# Albatros L.101
L'Albatros L.101 est un avion d'école allemand de l'entre-deux-guerres.

## Origine
Biplace en tandem, ce monoplan parasol à train classique fixe et moteur Argus As 8 (en) fut retenu pour moderniser les écoles de pilotage gérées par la Deutsche Verkehrsfliegerschule (DVS).

Il fut donc construit en série par Focke-Wulf en 1933, le RLM attribuant à cet avion la désignation Al 101 quand le système de désignation des productions aéronautiques allemandes fut standardisé.

## Les versions
- Albatros L.101 : Prototype à train terrestre [D-1895] qui participe au Challenge international de Tourisme (en) en 1930 avec le numéro de course ‘B5’.
- Albatros L.101W : Deux exemplaires équipés de flotteurs.
- Albatros L.101c : Modèle de série à moteur Argus As 8a, la masse à vide passant à 475 kg (contre 445 kg pour le L.101) sans modification du poids total autorisé en charge, 795 kg. Albatros Flugzeugwerke produira seulement 1 exemplaire de présérie.
- Albatros Al 101D : 67 appareils de série construits par Focke-Wulf, identiques au L.101c.
- Albatros L.102 : Biplace d’entraînement avancé dérivé du L.101, seul un prototype étant construit par Albatros.
- Albatros L.102B : Une présérie de 7 appareils fut construite chez Focke-Wulf avec la désignation Albatros Al 102. Mais en testant cet appareil Kurt Tank fut victime d’un accident, et il apparut que la voilure nécessitait des renforcements. Elle fut aussi redessinée avec une flèche plus accentuée, l’avion devenant alors Focke-Wulf Fw 55.
- Albatros L.102W : Version hydravion à flotteurs en catamaran.
- Focke-Wulf Fw 55 : Redésignation de l'Albatros L.102 après modification de voilure par Kurt Tank. Il est probable qu'un seul Fw 55 ait été construit [D-2711], Focke-Wulf produisant un avion concurrent, le Fw 44 Stieglitz. Le Fw 55 fut longuement testé avec deux flotteurs en catamaran.